# Gözlüce, Kızıltepe
Gözlüce là một xã thuộc huyện Kızıltepe, tỉnh Mardin, Thổ Nhĩ Kỳ. Dân số thời điểm năm 2010 là 122 người.